# Гуд-Гоуп-Лейк
Гуд-Гоуп-Лейк (англ. Good Hope Lake) — індіанське поселення в Канаді, у провінції Британська Колумбія, у складі регіону Стекін.

## Населення
За даними перепису 2016 року, індіанське поселення не має постійного населення.

## Клімат
Середня річна температура становить -1,3 °C, середня максимальна – 17,8 °C, а середня мінімальна – -24,3 °C. Середня річна кількість опадів – 500 мм.
| Клімат поселення                              | Клімат поселення | Клімат поселення | Клімат поселення | Клімат поселення | Клімат поселення | Клімат поселення | Клімат поселення | Клімат поселення | Клімат поселення | Клімат поселення | Клімат поселення | Клімат поселення | Клімат поселення |
| Показник                                      | Січ.             | Лют.             | Бер.             | Квіт.            | Трав.            | Черв.            | Лип.             | Серп.            | Вер.             | Жовт.            | Лист.            | Груд.            |                  |
| Середній максимум, °C                         | −11,02           | −7,28            | −1,82            | 6,32             | 12,82            | 17,79            | 17,56            | 16,31            | 11,13            | 5,31             | −5,03            | −12,83           |                  |
| Середня температура, °C                       | −17,66           | −13,92           | −8,46            | −0,33            | 6,17             | 11,13            | 13,40            | 12,16            | 6,98             | 1,15             | −9,18            | −16,97           |                  |
| Середній мінімум, °C                          | −24,3            | −20,58           | −15,12           | −6,98            | −0,48            | 4,48             | 9,27             | 8,01             | 2,82             | −3               | −13,35           | −21,13           |                  |
| Норма опадів, мм                              | 38               | 28               | 25               | 18               | 35               | 51               | 62               | 54               | 60               | 59               | 36               | 34               |                  |
| Середньомісячна швидкість вітру, м/с          | 0.97             | 1.22             | 1.82             | 2.02             | 2.21             | 2.12             | 1.91             | 1.74             | 1.68             | 1.64             | 1.13             | 0.92             |                  |
| Середньомісячна сонячна радіація, кДж/м²·день | 1313             | 3725             | 8568             | 14487            | 18351            | 19743            | 17781            | 14232            | 8742             | 4149             | 1720             | 755              |                  |
| --------------------------------------------- | ---------------- | ---------------- | ---------------- | ---------------- | ---------------- | ---------------- | ---------------- | ---------------- | ---------------- | ---------------- | ---------------- | ---------------- | ---------------- |
| Джерело:                                      |                  |                  |                  |                  |                  |                  |                  |                  |                  |                  |                  |                  |                  |